# Poladacultuur

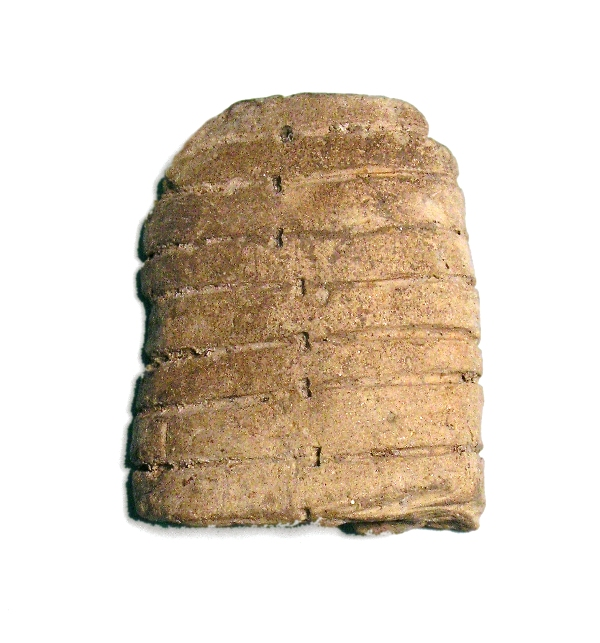
zogenaamd "brotlaibidool"

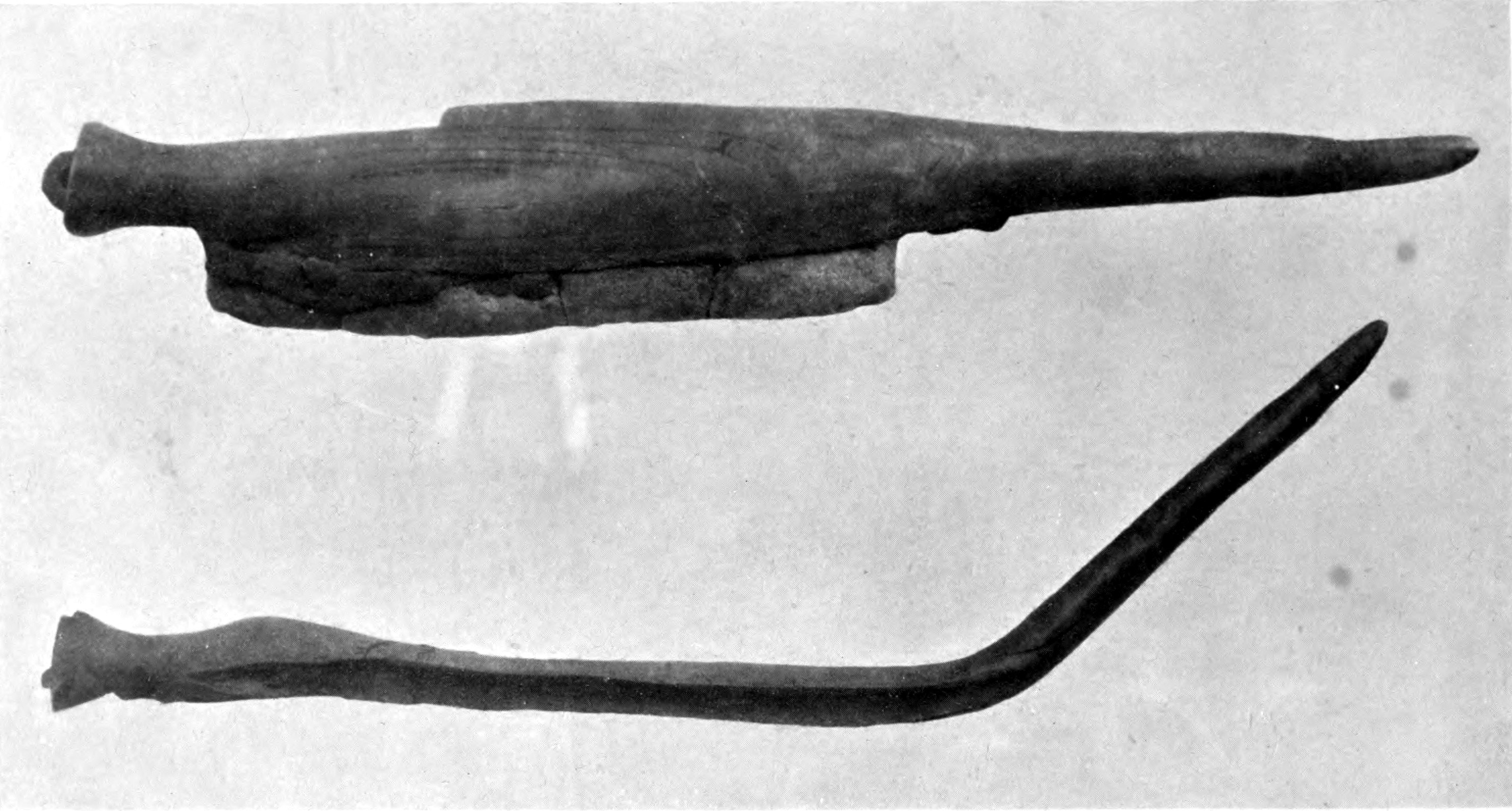
zagen van Polanda, de bovenste heeft nog de ingezette vuurstenen

De Poladacultuur (c. 2200 - 1500 v.Chr.) is een archeologische cultuur van de vroege bronstijd die voornamelijk verspreid was over het grondgebied van het hedendaagse Lombardije, Veneto en Trentino, gekenmerkt door nederzettingen op paalwoningen.
De naam is afgeleid van de site bij Lonato del Garda in Lombardije, waar in de jaren tussen 1870 en 1875 de eerste aan deze cultuur toegeschreven vondsten werden ontdekt als resultaat van intensieve ontginningsactiviteiten in een veenmoeras. De C14-datering van de vondsten plaatst ze tussen c. 1380 en 1270 v.Chr. Andere belangrijke sites zijn te vinden in het gebied tussen Mantua, het Gardameer en het Meer van Pusiano.
Het werd in de Midden-Bronstijd opgevolgd door de Terramarecultuur.

## Oorsprong
Er zijn enkele overeenkomsten met de voorafgaande klokbekercultuur, waaronder het gebruik van de boog en een zekere beheersing van de metallurgie. Afgezien daarvan komt de Poladacultuur niet overeen met de klokbekercultuur, noch met de voorgaande Remedellocultuur. Volgens Barfield houdt het verschijnen van de Poladacultuur verband met de beweging van nieuwe bevolkingsgroepen uit Zuid-Duitsland en Zwitserland. 

## Verspreiding
De meeste vindplaatsen die aan deze cultuur kunnen worden toegeschreven, zijn ontdekt rond het Gardameer, tussen Oost- Lombardije, Trentino en West-Veneto en rond het Lago di Viverone en het Lago Maggiore in Piemonte.
De invloeden ervan zijn ook terug te vinden in de culturen van de vroege bronstijd van Ligurië, Romagna, Corsica en Sardinië (Bonnanarocultuur).

## Nederzettingen
De nederzettingen in het meren- en moerassengebied waren paalwoningen die rustten op een gelaagd platform van horizontale stammen. Ze hadden een relatief beperkte omvang, ongeveer een hectare, en een bevolking tussen de 200 en 300 mensen per dorp.

## Economie
De economie was gebaseerd op veeteelt, jacht, landbouw, visserij en grootschalige bessenoogst.
Op een site van deze cultuur, vlakbij Solferino, werd het oudste exemplaar van het gedomesticeerde paard in Italië gevonden. 

## Materialistische cultuur
Hoewel het aardewerk nog grof was, groeiden en ontwikkelden zich andere menselijke activiteiten: de lithische industrie en het werken in been en hoorn, hout en metalen. De bronzen gereedschappen en wapens vertonen overeenkomsten met die van de Úněticecultuur en andere groepen in het noorden van de Alpen, waaronder de Singen en Straubing-groepen.